# Eden (Utah)
Eden – jednostka osadnicza w Stanach Zjednoczonych, w stanie Utah, w hrabstwie Weber.